# 谷口尚
谷口 尚（たにぐち たかし、1959年7月11日 - ） は、日本の材料工学者。物質・材料研究機構理事・フェロー・ナノアーキテクトニクス材料研究センター長。元日本高圧力学会会長。東京都出身。

## 人物・経歴
1982年東京農工大学工学部工業化学科卒業。1984年東京工業大学（のちの東京科学大学）大学院総合理工学研究科材料科学専攻博士前期課程修了、修士。1987年同博士後期課程修了、工学博士。
1987年東京工業大学工業材料研究所研究生。同年東京工業大学工学部無機材料工学科助手。
1989年科学技術庁無機材質研究所超高圧ステーション主任研究官。1994年ロンドン大学地球惑星科学科滞在研究員。2001年物質・材料研究機構物質研究所超高圧力ステーション主任研究員。2006年同ナノ物質ラボ超高圧グループグループリーダー。
2015年日本高圧力学会会長。2019年国際高圧力科学技術連合（AIRAPT）副会長。2020年物質・材料研究機構フェロー。2021年物質・材料研究機構国際ナノアーキテクトニクス研究拠点（MANA）拠点長。2022年物質・材料研究機構理事長特別補佐。2023年物質・材料研究機構理事、物質・材料研究機構ナノアーキテクトニクス材料研究センターセンター長、物質・材料研究機構国際・広報部門 NIMS-インド工科大学ハイデラバード校連携研究センター責任者、物質・材料研究機構ナノアーキテクトニクス材料研究センターナノ材料分野超高圧構造制御グループ。東北大学大学院理学研究科連携大学院教授、東京大学生産技術研究所基礎系部門客員教授なども務めた。
結晶作りの専門家。渡邊賢司等と共著者となった論文を多数発表し、ネイチャーに「最も多作の研究者」として紹介された。

## 受賞・栄典
- トムソンロイターリサーチフロンティアアワード 2016[5]
- 文部科学大臣表彰科学技術賞（研究部門） 2017[5]
- Highly cited researcher Clarivate Analysis 2017[5]
- 日本高圧力学会学会賞 2018[5]
- Highly cited researcher Clarivate Analysis 2018[5]
- 日本セラミックス協会学術賞 2019[2]
- クラリベイト引用栄誉賞 2022
- ジェームス・C・マックグラディ新材料賞 2023[13]
- 市村学術賞貢献賞 2023[14]
- 茨城県表彰特別功労賞表彰 2023[15]
- つくば賞 2024
- 朝日賞 2024
- 紫綬褒章 2025[16]